# Billy Reed
William Joseph Reed, detto Billy (Shawano, 12 novembre 1922 – Houston, 5 dicembre 2005), è stato un cestista e giocatore di baseball statunitense, professionista nella NBL e nella MLB.

## Carriera
Giocò una stagione nella NBL, disputando 17 partite con 2,6 punti di media.